# أرميدا
أرميدا (بالإنجليزية: Armida) هي ممثلة أمريكية، ولدت في 29 مايو 1911 بولاية أغواسكالينتس في المكسيك، وتوفيت في 23 أكتوبر 1989 بفيكتورفيل في الولايات المتحدة.

## وصلات خارجية
- أرميدا على موقع IMDb (الإنجليزية)
- أرميدا على موقع قاعدة بيانات برودواي على الإنترنت (الإنجليزية)
- أرميدا على موقع قاعدة بيانات الفيلم (الإنجليزية)